# سقوط آرسوف
سقوط آرسوف (انگلیسی: Fall of Arsuf) در سال ۱۲۶۵ با یورش نیروهای مملوکی به رهبری سلطان بیبرس علیه قلعه آرسوف تحت کنترل شوالیه‌های مهمان‌نواز بود به وقوع پیوست که در انتها با پیروزی نیروهای ممالیک همراه بود.